# Melampo
En la mitología griega, Melampo (en griego Μέλαμπους, «el de los pies negros», de μέλας, mélas, «negro», y πούς, poús «pie») era un adivino griego. Hesíodo le dedicó un poema, la Melampodia, hoy desaparecido.
Hijo de Amitaón y Aglaya y hermano de Biante según Diodoro Sículo, o según otra tradición transmitida por Apolodoro, hijo de Amitaón e Idómene, hija de Feres. Ya de adulto, Melampo llegó a ser un adivino y curandero reputado. Recibió de Apolo el don de la profecía, y fue iniciado en el lenguaje de los pájaros: 

En su infancia, Melampo había adquirido el don de la adivinación de la siguiente manera: habiendo encontrado una serpiente muerta, le tributó unos funerales, y las crías del reptil (que era hembra), agradecidas por esta acción y porque las había criado, lamieron sus orejas  y le otorgaron así la facultad de entender, en particular, el lenguaje de las aves y, en general, el de todos los animales».

### El ganado de Fílaco
En el Catálogo de mujeres Melampo comienza sus andanzas en Fílace. Biante pretendió a Pero, hija de Neleo. Éste, como eran muchos los aspirantes, dijo que la entregaría a quien le llevara las vacas de Fílaco —guardadas en Fílace por un perro al que no podía acercarse ni hombre ni fiera. Biante, incapaz de robar las vacas, llamó a su hermano para que le ayudara. Melampo le prometió hacerlo y predijo que sería descubierto durante el robo, pero que después de estar prisionero un año, conseguiría las vacas. Hecha esta promesa, Melampo se dirigió a Fílace y, tal y como había vaticinado, fue sorprendido y encerrado bajo vigilancia en una habitación. Poco antes de cumplirse el año, escucha a unos gusanos en lo oculto de un tejado; uno pregunta qué parte de la viga estaba carcomida, y otros contestan que faltaba ya poco. Inmediatamente pidió que lo cambiaran de celda y poco después se derrumbó la otra. Fílaco, admirado, reconociéndolo buen adivino, lo desató y le rogó que le dijese cómo podría lograr la descendencia de su hijo Ificlo. Melampo accedió a condición de obtener las vacas. Habiendo sacrificado y troceado dos toros, llamó a las aves. Al llegar un buitre, por él supo que en una ocasión Fílaco, mientras castraba carneros, había dejado el cuchillo aún ensangrentado cerca de Ificlo; el niño huyó asustado y él clavó el cuchillo en la encina sagrada, cuya corteza, creciendo en torno, acabó por ocultarlo. Melampo dijo que si se encontraba, y raspado el orín se le daba a beber a Ificlo durante diez días, conseguiría un hijo. Enterado de esto por el buitre, Melampo encontró el cuchillo y durante diez días dio el orín raspado a Ificlo, quien luego engendró a Podarces. Después condujo las vacas a Pilos y tomando a la hija de Neleo se la entregó a su hermano.

### Curación de las hijas de Preto
Encontrándose en la Argólida fue llamado por el rey Preto. Las tres hijas de este enloquecieron cuando llegaron a la edad núbil, según Hesíodo, por rechazar los misterios de Dioniso, o como dice Acusilao por haber menospreciado la estatua de madera (xoanon) de la diosa Hera. Se creían vacas. Errantes por toda la región argiva, atravesaron Arcadia y el Peloponeso por lugares yermos. Melampo reclamó un tercio del reino como precio de la sanación. Preto se negó y las tres princesas enloquecieron aún más, quedando pronto afectadas todas las mujeres argivas, que abandonaron sus casas, mataron a sus hijos y marcharon al desierto. Melampo aceptó curarlas a cambio de otro tercio del reino para su hermano Biante, condición que Preto admitió. Acompañado de los jóvenes más vigorosos, las persiguió con gritos y danzas frenéticas desde las montañas hasta Sición. Murió la mayor de las prétides, Ifíone, pero las demás recobraron la cordura mediante lustraciones. Preto las casó con Melampo y su hermano, que así consiguieron los dos tercios del reino.

### Descendencia
Algunos dicen que Melampo se desposó con una mujer de Argos, sin más, pero generalmente se conviene que se desposó con Ifianasa, hija de Preto —aunque otros la refieren como Ifianira, hija de Megapentes. Sea como fuere se le atribuyen varios hijos, conocidos colectivamente como los Melampódidas, que como es fama eran reputados como hábiles augures. No en vano se dice que Zeus dio a los Amitaónidas la cualidad de la inteligencia, esto es, la previsión sobre el futuro. Para Homero Melampo «construyóse una excelsa morada y engendró dos varones robustos, Antífates y Mantio». Diodoro opina que engendró a «Antífates y Manto, y también a Biante y a Prónoe». Otros más añaden a Abante o a Cérano. Pero la sucesión en el trono de Argos se sucedió así: Melampo - Antífates - Oícles - Anfiarao - Anfíloco. Este último fue uno de los Epígonos y pretendiente de Helena.
| Predecesor: Anaxágoras | Reyes de Argos | Sucesor: Antífates |